# Homodimery
Homodimery – białka, których strukturę czwartorzędową tworzą dwa identyczne polipeptydy. Przykładem może być izoforma dysmutazy ponadtlenkowej: cytoplazmatyczna SOD-1 zawierająca miedź (Cu) i cynk (Zn) CuZnSOD-1 o masie cząsteczkowej podjednostek po 16 KDa.